# ویکتوریو کاسا
ویکتوریو کاسا (انگلیسی: Victorio Casa; ۲۸ اکتبر ۱۹۴۳ – الگو:Deathdate and age) بازیکن فوتبال اهل آرژانتین بود.
از باشگاه‌هایی که در آن بازی کرده‌است می‌توان به باشگاه ورزشی سن لورنسو آلماگرو و واشینگتن دارتز اشاره کرد.